# Gunnar Johansson (psykolog)
Karl Gunnar Emanuel Johansson, född 5 januari 1911 i Hökhuvuds församling, död 1998, var en svensk psykolog. Han var professor i psykologi vid Uppsala universitet 1957–1977. Han invaldes 1970 som ledamot av Ingenjörsvetenskapsakademien. Gunnar Johansson har gett namn till en hörsal på campuset Blåsenhus i Uppsala.